# تبولة (شركة)
تبولة (بالإنجليزية: Taboola)‏ (بالعبرية: טבולה) هي شركة إعلانات إسرائيلية عامة لها عدة مكاتب في العالم في نيويورك وإسرائيل ولندن، انتقل مقرها ليصبح في نيويورك. معروفة باعلاناتها على الإنترنت لـ chumbox  تأسست الشركة عام 2007. توفر إعلانات مثل مربعات «أنظر أيضاً» أو «حول الويب» أو «موصى به لك» أسفل العديد من المقالات الإخبارية عبر الإنترنت.

## تاريخ
تأسست الشركة بواسطة آدم سينجولدا في عام 2007   في إسرائيل  وقدمت في البداية نظام أو محركًا للتوصية بمحتوى الفيديو. تم نقل مقر الشركة لاحقًا إلى مدينة نيويورك. جمعت الشركة من المستثمرين لاحقاً 1.5 مليون دولار من التمويل في نوفمبر 2007. تبع ذلك 4.5 مليون دولار في نوفمبر 2008، و 9 ملايين دولار في أغسطس 2011. ثم جمعت 15 مليون دولار في فبراير 2013. وبحلول عام 2019 تم استخدامها لتقديم 450 مليار توصية على أساس شهري،  بسبب اعتمادها من قبل المواقع الإخبارية الرئيسية مثل شركة The Weather Company المملوكة لشركة آي بي إم.

### استحواذات
في عام 2014 استحوذت تبولة على شركة إعلانات برمجية مقرها كاليفورنيا تسمى Perfect Market. ثم في فبراير 2015 جمعت 117 مليون دولار في جولة تمويل من السلسلة E. وفي مايو من ذلك العام أعلنت عن تمويل إضافي من الشركة الصينية بايدو بمبلغ لم يكشف عنه. ثم في يوليو 2016 استحوذت على شركة ConvertMedia وهو محرك توصية لمحتوى الفيديو ، ولم يتم الكشف عن شروط الصفقة. في يناير 2017 استحوذت على شركة لتخصيص مواقع الويب تسمى Commerce Sciences ، مقابل مبلغ لم يكشف عنه.  قد تعيد تكنولوجيا Commerce Sciences تصميم موقع الويب بناءً على ما إذا كان المستخدم أكثر عرضة للنقر على إعلان بانر أو رسالة إخبارية أو فيديو.
في أكتوبر 2019، أعلنت Taboola عزمها على الاندماج مع منافستها شركة Outbrain الاسرائيليلة بموافقة الجهات التنظيمية. كان الهدف من هذا الاندماج هو وصول الشركتين إلى جمهور أكبر من أجل أن تكونا أكثر قدرة على المنافسة ضد الأنشطة الإعلانية لشركات مثل Google وFacebook.

## روابط خارجية
- الموقع الرسمي